# Austregésilo Carrano Bueno
Austregésilo Carrano Bueno (Curitiba, 15 de maio de 1957 — São Paulo, 27 de maio de 2008) foi um escritor brasileiro, integrante do movimento antimanicomial. É autor do livro Canto dos Malditos, onde conta sua experiência nos hospitais psiquiátricos e denuncia os abusos cometidos diariamente nessas instituições. Seu livro serviu de base para o filme Bicho de Sete Cabeças.

## Biografia
Em 1974, então com 17 anos, era usuário de maconha e outros medicamentos de uso restrito. Quando o pai de Austregésilo encontrou alguns cigarros de maconha no bolso de uma jaqueta do filho, resolveu interná-lo em um hospital psiquiátrico para tratar de seu suposto vício.
Em um período de três anos, Austregésilo foi transferido de um hospital a outro com supostos problemas comportamentais sem ao menos ter sido examinado, tendo sido submetido a torturas e eletrochoques (totalizando 21 sessões). Isso durou até que, desesperado, ateou fogo em sua própria cela, sendo retirado a tempo. O ato despertou seu pai, que o tirou do manicômio. Desajustado pelos eletrochoques, pela sedação pesada e pelas torturas variadas, ele acabou sofrendo também nas mãos da polícia, que lhe proporcionou doses extras de humilhação e espancamento. 
Foi o representante nacional dos usuários na Reforma psiquiátrica do Brasil. Homenageado em 28 de Maio de 2003 pelo Ministério da Saúde e pelo Presidente da República Sr. Luiz Inácio Lula da Silva, por sua Luta e Empenho na Construção da Rede Nacional de Trabalhos Substitutivos aos Hospitais Psiquiátricos no Brasil.

## Morte
Morreu em São Paulo, no dia 27 de maio de 2008, aos 51 anos. Estava internado no Hospital das Clínicas e faleceu em razão de uma infecção generalizada resultante de um câncer no fígado.

## O livro
O autor foi a primeira pessoa no Brasil a mover uma ação indenizatória por erros de diagnóstico, tratamentos torturantes e crimes contra médicos psiquiatras, em 13 de maio de 1998. Porém, foi condenado pelo Tribunal de Justiça do Paraná a pagar a médicos psiquiatras e seus familiares 60 mil reais de indenização por danos morais devido a críticas aos médicos contidas em seu livro.
Uma segunda ação, agora por parte das famílias dos médicos mencionados em seu livro, conseguiu que O Canto dos Malditos fosse retirado de circulação das lojas e livrarias de todo o país. Foi a primeira obra a ser censurada no país desde a o período do regime militar. Entretanto, recentemente a decisão pela proibição foi revista e a circulação novamente permitida.

## Filme
O livro Canto dos Malditos serviu de inspiração para o filme Bicho de Sete Cabeças, do ano de 2000, dirigido por Laís Bodanzky e com roteiro de Luiz Bolognesi.